# Buse à sourcils blancs
Leucopternis kuhli
Espèce
Statut de conservation UICN

 LC  : Préoccupation mineure
Statut CITES
La Buse à sourcils blancs (Leucopternis kuhli) est une espèce d'oiseaux de la famille des Accipitridae.

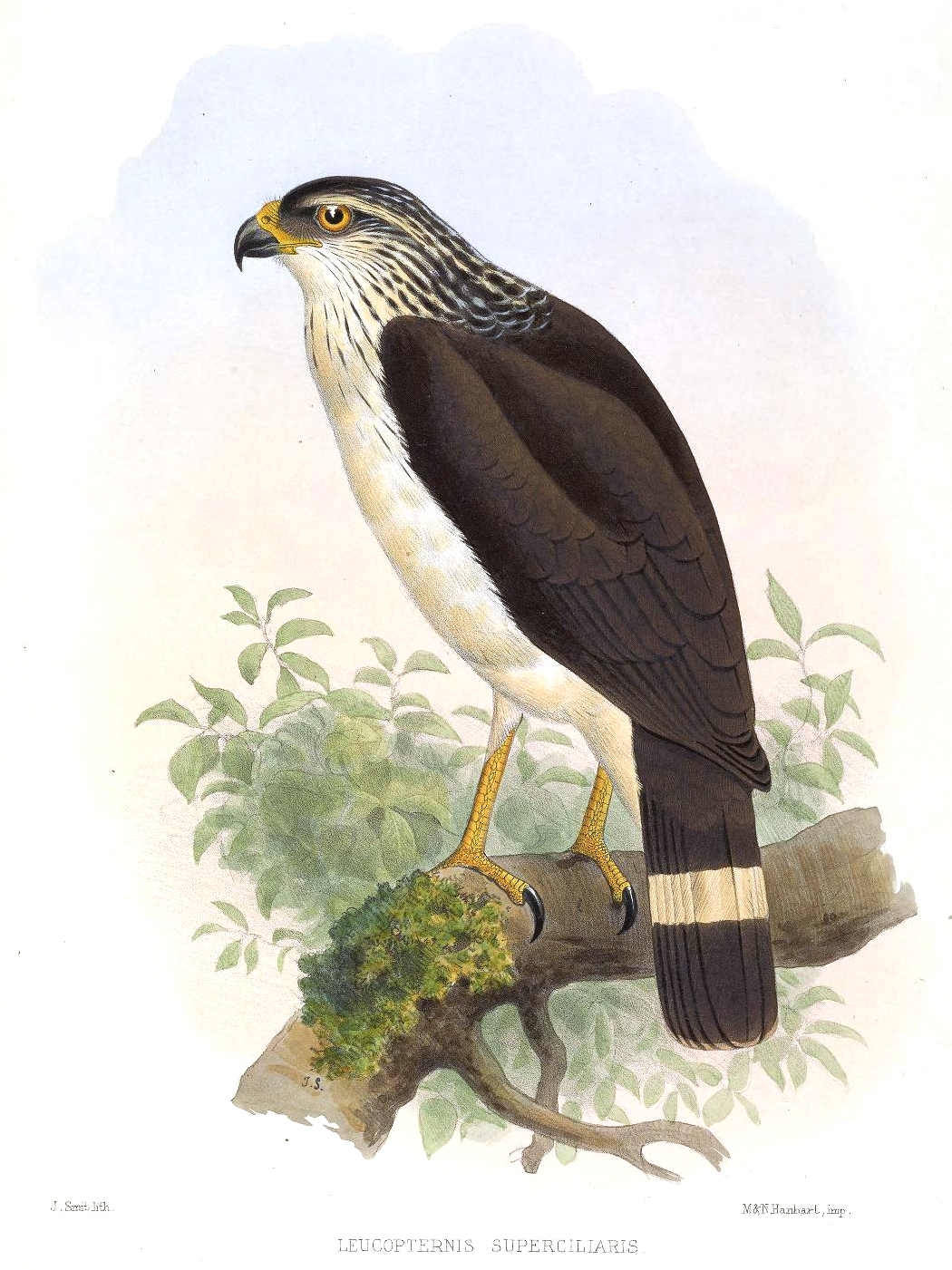

## Répartition
Cette espèce vit au Pérou, en Bolivie et dans le nord du Brésil.